# Alive (Vincent-Bueno-Lied)
Alive (englisch für Lebendig) ist ein englischsprachiger Popsong, der vom österreichischen Sänger Vincent Bueno gesungen wurde. Er komponierte ihn zusammen mit David Yang, Felix van Göns und Artur Aigner. Mit dem Titel sollte er Österreich beim Eurovision Song Contest 2020 in Rotterdam vertreten.

## Hintergrund und Produktion
Am 12. Dezember 2019 gab der ORF bekannt, dass Bueno sein Land beim kommenden Eurovision Song Contest vertreten werde. Er war bereits im Jahre 2017 als Backgroundsänger für Nathan Trent beteiligt. Außerdem nahm er bereits an der österreichischen Vorentscheidung 2016 teil.
Am 5. März 2020 wurde sein Wettbewerbstitel Alive vorgestellt. Den Text schrieb er alleine. Die Musik komponierte er mit Felix van Göns, Artur Aigner und David Yang. Mit letzteren produzierte er ihn auch. Yang war mit Billy Enkhtur für die Aufnahme verantwortlich, Nikodem Milewski für die Abmischung und das Mastering.

## Musik und Text
Der Titel enthält Einflüsse aus Funk und Rhythm and Blues. Bueno beschreibt ihn als „Mix aus Ballade und Up-Tempo-Nummer“. Es gehe es im Song um das Ego. Dieses solle man loslassen, um sich lebendig (Alive) zu fühlen. Die Instrumentierung in der ersten Strophe ist minimal. Während des ersten Pre-Chorus tritt die Drum Machine langsam hervor und wird zur Steigerung vor dem Beginn des eigentlichen Refrains auch auf die Offbeats angewendet. Der Refrain enthält die Elemente eines typischen Funksongs. Die Instrumentierung wird auch in der zweiten Strophe gehalten. Nach dem zweiten Refrain folgt die Bridge und schließlich das Outro.

## Beim Eurovision Song Contest
Österreich hätte im zweiten Halbfinale des Eurovision Song Contest 2020 mit diesem Lied auftreten sollen. Aufgrund der fortschreitenden COVID-19-Pandemie wurde der Wettbewerb jedoch abgesagt.

## Rezeption
Die rezensierenden Medien zogen häufig Vergleiche mit der Musik von Bruno Mars. Eberhard Forcher bezeichnet Alive als „Song, der als jazzige Ballade beginnt und dann sehr schnell zu einem Dancepop-Kracher mit reichlich Profil mutiert“. Nach dem experimentellen Beitrag Limits aus dem Vorjahr habe man unbedingt Action und Dynamik forcieren wollen. Laut Lukas Luger von den Oberösterreichischen Nachrichten strahle der Titel einen „lässigen, ja unprätentiösen Retro-Charme“ aus. Markus Spiegel sagt, er fange „unglaublich spannend an“, werde dann aber zu einem „funkigen, allerdings beliebigen Song im Retrostil der Achtzigerjahre“. Jedoch schloss er eine gute Platzierung nicht aus. Georg Jung-Zsifkovits der Kleinen Zeitung bezeichnete den Beitrag als „Mist“ und als „fürchterlich nichtssagenden Pseudo-R’n’B-versifften Popsong[s]“, ohne Bueno allerdings seine gesanglichen Fähigkeiten absprechen zu wollen.
Wiwibloggs kritisierte dass der Song zu vorhersehbar wirke. Allerdings sei er eher für die Bühne, als für das Studio geeignet. Laut ESCXtra sei der Titel ein großer Gegensatz zum letztjährigen Beitrag. Andererseits sei er nicht besonders interessant gestaltet. Der deutsche Blog ESC Kompakt schreibt, Alive sei eine „nette Nummer, die beim ESC durchaus ein ähnliches Publikum wie auch Ben Dolic hätte ansprechen können“. Weiterhin wirke das Lied „kühl und kalkuliert“.

## Veröffentlichung
Die Single wurde am 6. März 2020 veröffentlicht. Das Musikvideo wurde zwei Tage vorher veröffentlicht. Es entstand unter der Regie von Philip Eder.